# The Guerrilla
The Guerrilla è un cortometraggio muto del 1908 diretto da David W. Griffith che firma anche la sceneggiatura. La fotografia della pellicola fu affidata a due dei più stretti collaboratori di Griffith, G.W. Bitzer e  Arthur Marvin.

## Produzione
Prodotto dall'American Mutoscope & Biograph, il film fu girato a Coytesville nel New Jersey.

## Distribuzione
Il copyright del film, richiesto dall'American Mutoscope and Biograph Co., fu registrato l'11 novembre 1908 con il numero H118186.
Distribuito dall'American Mutoscope & Biograph, il film - un cortometraggio in una bobina - uscì nelle sale il 13 aprile 1908.
Il film non è totalmente perduto in quanto è presente nel catalogo di una cineteca italiana.